# Rogozarski SIM-XI
Rogožarski SIM-XI (Рогожарски СИМ-XI) là một loại máy bay huấn luyện của Vương quốc Nam Tư, được chế tạo vào năm 1938. SIM-XI do nhà máy Rogožarski ở Belgrade thiết kế chế tạo.

## Quốc gia sử dụng
Kingdom of Yugoslavia
- Không quân Hoàng gia Nam Tư

 NDH (ISC)
- Không quân Nhà nước Độc lập Croatia

## Tính năng kỹ chiến thuật
Dữ liệu lấy từ Станојевић, Д,
Đặc tính tổng quan
- Kíp lái: 1
- Chiều dài: 7,16 m (23 ft 6 in)
- Sải cánh: 9,40 m (30 ft 10 in)
- Chiều cao: 2,70 m (8 ft 10 in)
- Diện tích cánh: 17,30 m2 (186,2 foot vuông)
- Trọng lượng rỗng: 540 kg (1.190 lb)
- Trọng lượng có tải: 680 kg (1.499 lb)
- Động cơ: 1 × Siemens-Halske Sh 14 , 110 kW (150 hp)
- Cánh quạt: 2-lá

Hiệu suất bay
- Vận tốc cực đại: 191 km/h (119 mph; 103 kn)
- Vận tốc hành trình: 168 km/h (104 mph; 91 kn)
- Vận tốc có thể điều khiển nhỏ nhất: 88 km/h (55 mph; 48 kn)
- Tầm bay: 825 km (513 mi; 445 nmi)
- Trần bay: 5.500 m (18.045 ft)
- Vận tốc lên cao: 4,87 m/s (959 ft/min)

### Chuỗi định danh máy bay khác
- Rogozarski SIM-Х
- Rogozarski SIM-XII-H
- Rogozarski PVT
- Rogozarski R-100